# Combinado nórdico nos Jogos Olímpicos de Inverno de 1980
O combinado nórdico nos Jogos Olímpicos de Inverno de 1980 consistiu de um único evento disputado por homens em Lake Placid, nos Estados Unidos.
O alemão Ulrich Wehling tornou-se o primeiro atleta a conquistar o tricampeonato olímpico em uma mesma prova individual das Olimpíadas de Inverno.

## Medalhistas
| Ouro   | GDR Ulrich Wehling    |
| Prata  | FIN Jouko Karjalainen |
| Bronze | GDR Konrad Winkler    |

## Resultados
| Posição           | Atleta                    | Pontos  |
| ----------------- | ------------------------- | ------- |
| Medalha de ouro   | GDR Ulrich Wehling        | 432,200 |
| Medalha de prata  | FIN Jouko Karjalainen     | 429,500 |
| Medalha de bronze | GDR Konrad Winkler        | 425,320 |
| 4                 | NOR Tom Sandberg          | 418,465 |
| 5                 | GDR Uwe Dotzauer          | 418,415 |
| 6                 | SUI Karl Lustenberger     | 412,210 |
| 7                 | URS Aleksandr Mayorov     | 409,135 |
| 8                 | GDR Gunter Schmieder      | 404,075 |
| 9                 | FRG Hubert Schwarz        | 402,145 |
| 10                | POL Jan Legierski         | 400,930 |
| 11                | NOR Hallstein Bøgseth     | 398,990 |
| 12                | USA Walter Malmquist II   | 395,300 |
| 13                | FIN Jorma Etelälahti      | 391,915 |
| 14                | FRG Urban Hettich         | 390,525 |
| 15                | URS Fjodor Koltšin        | 387,355 |
| 16                | FRG Hermann Weinbuch      | 385,240 |
| 17                | POL Józef Pawlusiak       | 384,600 |
| 18                | USA Kerry Lynch           | 382,330 |
| 19                | URS Sergey Omelchenko     | 379,935 |
| 20                | FRG Günther Abel          | 376,520 |
| 21                | SUI Ernst Beetschen       | 368,595 |
| 22                | FIN Jukka Kuvaja          | 367,845 |
| 23                | FIN Rauno Miettinen       | 367,540 |
| 24                | POL Kazimierz Długopolski | 364,895 |
| 25                | JPN Michio Kubota         | 364,415 |
| 26                | POL Stanisław Kawulok     | 364,140 |
| 27                | JPN Toshihiro Hanada      | 349,145 |
| 28                | USA Gary Crawford         | 340,180 |
| 29                | NOR Odd Arne Engh         | 328,145 |
| –                 | USA Michael Devecka       | DNF     |
| –                 | NOR Arne Morten Granlien  | DNF     |

- Legenda: DNF = Não completou a prova (Did not finish)